# Eliaszówka (wzgórze)
Eliaszówka (pot. Wysokie Przymiarki) – wzgórze o wysokości 483 m n.p.m. Znajduje się na Wyżynie Olkuskiej na północ od miejscowości Gorenice w województwie małopolskim. Nazwa wzięta od biblijnego proroka Eliasza.